# Charles Collet
Charles Collet (Onex, cantó de Ginebra, Suïssa, 1902 — Barcelona, 1983), fou un escultor suís establert a Catalunya.
Estudià a Ginebra i a París, i el 1923, a Barcelona, treballà al taller dels metal·listes Corberó i amb l'orfebre Ramon Sunyer i Francesc Solà. Es presentà el 1928 en una col·lectiva de les galeries Dalmau. Del 1929 al 1938 fou professor de l'Escola Massana. El 1929 va rebre la Medalla d'Or de l'Exposició Internacional de Barcelona. El 1936 s'instal·là a viure a Horta. Durant la guerra civil, el 1938, tornà a Suïssa, i tornà a Barcelona el 1940. El 1947 fou un dels fundadors del Cercle Maillol, del qual fou president fins a l'any 1950. Ha exposat a Barcelona, Ginebra, Milà, Zuric, Palma, Lucerna, etc, i ha participat en tots els Salons de Maig de Barcelona (1957-66). Participà del Noucentisme tardà i evolucionà vers formes més esquemàtiques i estilitzades, de superfícies rugoses i estructura angulosa, les quals, fent ús del plom, el ferro, etc, sovint voregen l'abstracció.